# 7829 Jaroff
7829 Jaroff eller 1992 WY4 är en asteroid i huvudbältet som upptäcktes 21 november 1992 av den amerikanske astronomen Eleanor F. Helin vid Palomar-observatoriet. Den är uppkallad efter den amerikanske vetenskapsjournalisten Leon Jaroff.
Asteroiden har en diameter på ungefär tre kilometer och den tillhör asteroidgruppen Hungaria.